# 石畑 (豊郷町)
石畑(いしばたけ)は滋賀県犬上郡豊郷町にある町名

## 地理
町の中心部に位置しており、駅周辺の地域を指す。町の真ん中を近江鉄道本線・東海道新幹線の線路が通っており、線路の西側は役場や小学校があり、線路の東側は田んぼが広がっている。また琵琶湖からは、直線距離で約6キロ離れており、周辺は北は彦根市、東は甲良町、南西は愛荘町に囲まれており、また内陸部にある。

## 人口と世帯数
2020年現在までの同町の人口は以下の通りである。
|          | 世帯数  | 人口  |
| -------- | ------- | ----- |
| 大字石畑 | 124世帯 | 369人 |

## 交通
鉄道
鉄道駅はないが、近江鉄道本線と東海道新幹線の線路の一部が通っている。
バス
バス停はない
道路
　
- 滋賀県道542号安食西八目線(旧中山道)

## 史跡・寺社仏閣

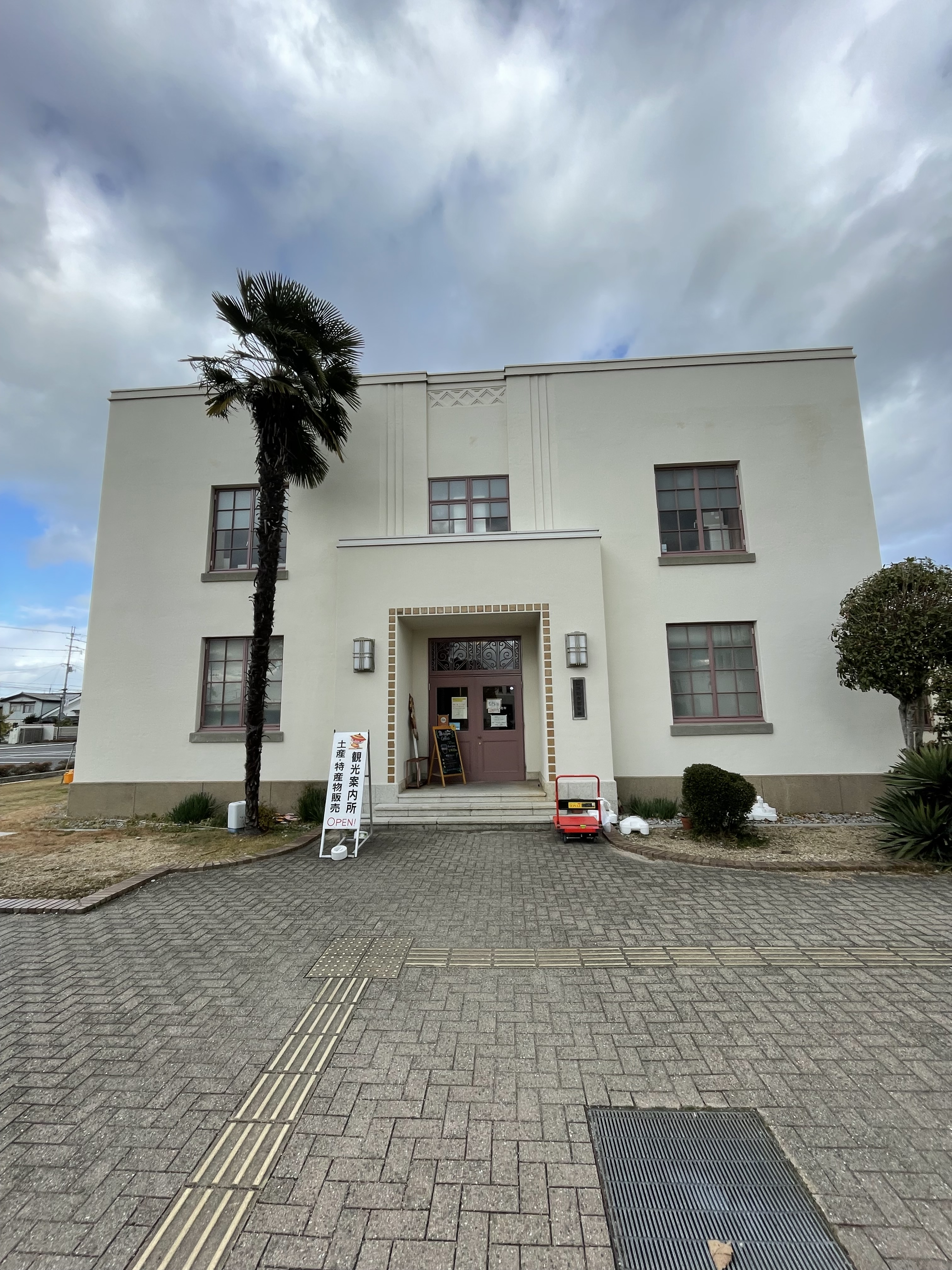
豊郷町観光案内所

- 豊郷町観光案内所八幡神社(須賀城跡)
- 雨井神社
- 称名寺
- 豊郷小学校旧校舎

## 施設
- 豊郷町役場
- 豊郷郵便局
- 豊郷町商工会
- 豊郷町観光案内所（豊郷小学校旧校舎内）
- JA東びわ 豊郷支店

## インフラ
- 関西電力送配電豊郷変電所

## 教育施設
- 豊郷町立豊郷小学校
- 豊郷幼稚園（豊郷小学校に隣接）

## その他
郵便番号〒 529-1169（集配局:豊郷郵便局）